# Cucaburra ventre-rogenc
El cucaburra ventre-rogenc (Dacelo gaudichaud) és una espècie d'ocell de la família dels alcedínids (Alcedinidae) que habita boscos i sabanes de Nova Guinea i de les properes illes Aru i Raja Ampat.